# مورگورلا
مورگورلا (به ایتالیایی: Mogorella) یک کومونه در ایتالیا است که در استان اریستانو واقع شده‌است.

## خصوصیات
مورگورلا ۱۷٫۲ کیلومترمربع مساحت و ۴۸۵ نفر جمعیت دارد.